# Ditema tsa Dinoko

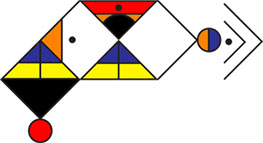
Ditema tsa Dinoko in einer stilisierten Schrift, von links nach rechts gelesen. Die drei Silben des ersten Wortes sind gebündelt, wobei die dritte Silbe unten steht.

Ditema tsa Dinoko in einer vereinfachten Schreibweise

Ditema tsa Dinoko (Sesotho für „Ditema-Silbenschrift“), auch bekannt unter seinem IsiZulu-Namen Isibheqe Sohlamvu und verschiedenen anderen verwandten Namen in verschiedenen Sprachen, ist ein konstruiertes Schriftsystem für die siNtu- oder südlichen Bantusprachen (z. B. für Sesotho, Setswana, IsiZulu, IsiXhosa, SiSwati, SiPhuthi, Xitsonga, EMakhuwa, ChiNgoni, SiLozi oder Tshivenḓa), das in den 2010er Jahren aus früheren ideografischen Traditionen der südafrikanischen Region entwickelt wurde. 
Ihr visuelles Erscheinungsbild ist von diesen inspiriert, einschließlich des traditionellen Litema-Kunststils. Sie wurde zwischen 2014 und 2016 von einer Gruppe südafrikanischer Linguisten und Software-Programmierer mit dem Ziel entwickelt, ein dichteres Schriftsystem zu schaffen, um die durch die Wortlänge und visuelle Homogenität der mit dem lateinischen Alphabet geschriebenen südlichen Bantusprachen verursachte Langsamkeit beim Lesen zu vermeiden.
Die Schrift funktioniert als Silbenschrift, da jedes freistehende Symbol eine Silbe darstellt, wobei die Grapheme für Konsonanten- und Vokallaute ähnlich wie im Hangeul zu Silbenblöcken (amabheqe) zusammengefasst sind. Wenn es sich bei der dargestellten Silbe nicht um einen syllabischen Nasal handelt, werden diese Symbole aus einem dreieckigen oder chevronförmigen Graphem gebildet, das den Kern der Silbe darstellt, wobei die angehängten ongwaqa- oder Konsonantengrapheme den Beginn der Silbe oder ihre Artikulationsart repräsentieren. Syllabische Nasale werden als Kreise dargestellt, die den gesamten Silbenblock ausfüllen.

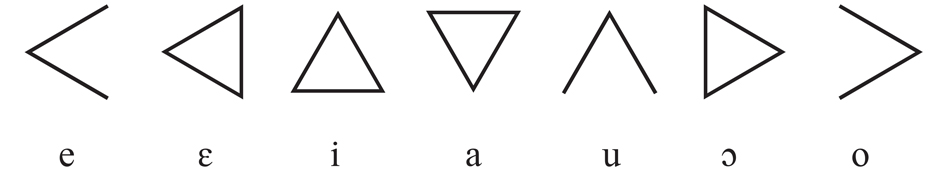
Vokalzeichen

- Intombi, das nach oben gerichtete Dreieck: /i/
- Isoka, das nach unten gerichtete Dreieck: /a/
- Umkhonto, der nach oben gerichtete Chevron: /u/
- Das nach links gerichtete Dreieck: /ɛ/
- Das nach rechts gerichtete Dreieck: /ɔ/
- Der nach links gerichtete Chevron: /e/
- Der nach rechts gerichtete Chevron: /o/

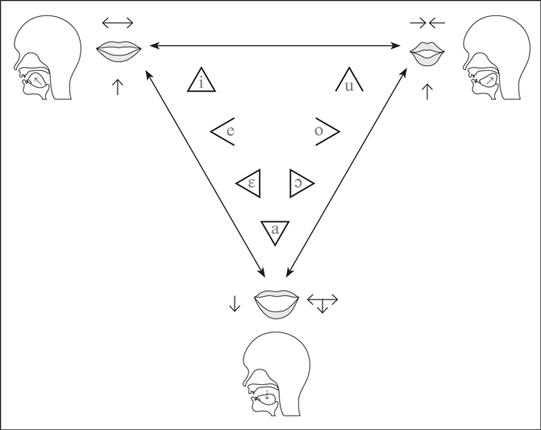

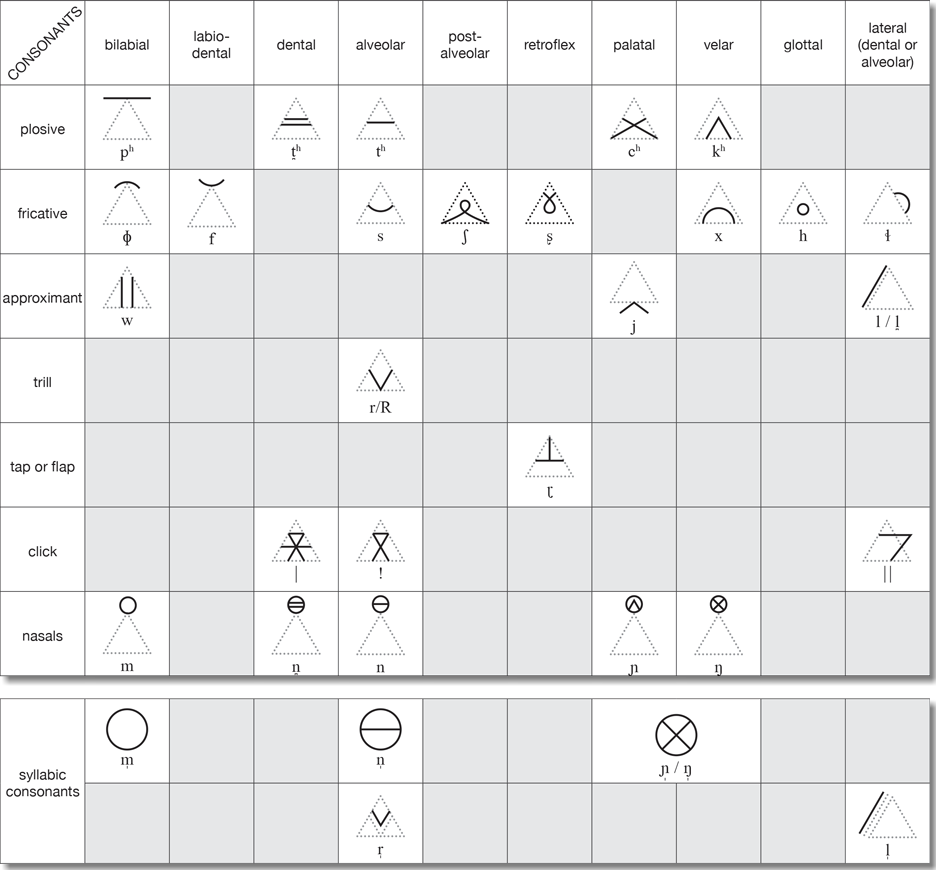